# コックスオレンジピピン
‘コックスオレンジピピン’（英: ‘Cox’s Orange Pippin’）は、英国で育成されたリンゴ（セイヨウリンゴ）の古い栽培品種である。英国の代表的なリンゴ品種。乾燥した気候を好み、湿度が高い環境では栽培が難しい。果実は中型で橙赤色に縞状に着色する（図1）。生食、調理、ジュースなどに用いられる。‘コックスオレンジピピン’は、さまざま品種作出において交配親となった。

## 特徴
樹勢は適度に旺盛、直立して広がる（図2a）。遅咲きであり、霜に強い。乾燥した気候以外では栽培が難しく、好ましくない環境では果実が小さくなる傾向があり、また病気（黒星病、うどんこ病など）にかかりやすい。棚仕立てに適している。カリウム要求性が高い。自家不和合性に関わるS遺伝子型はS5S9である。中生性。
果実は中型、円形から扁円形でわずかに円錐形（図2b）。地色は黄緑色から黄色であり、橙赤色に縞状に着色する（図1, 2b）。芳香があり、果肉はクリーム色、きめ細かく硬く、果汁が多く、複雑な風味で収穫直後は酸味が強いが、熟すと甘くなる。ビタミンC含有量が多い（10.5 mg/100g）。冷蔵で3か月程度保存可能であり風味が向上するが、最終的に軟化する。
生食用とされるが、調理やジュース用にも適している。

## 起源
アマチュア園芸家であったリチャード・コックス (Richard Cox) が、1825年に英国バッキンガムシャー州スラウ近郊にあった庭に‘Ribston Pippin’から得られたとされる種子を蒔き、そこから育ったものの1つが‘コックスオレンジピピン’となった。ただし、DNA調査からは‘Margil’と‘Rosemary Russet’の交雑に由来したことが示されている。その後、1850年に園芸会社の Smales & Son Nurseries によって販売され、またこれによって1962年に王立園芸協会の功労賞を受けた。原木は1911年の嵐で倒壊した。また、同時に得られた種子から育った別の個体は、別品種の‘Cox’s Pomona’となった。

## 派生品種

### 枝変わり
リンゴは接ぎ木によって増やすため、同じ品種は遺伝的に同一なクローンであるが、まれに分裂組織に突然変異が起こって枝など木の一部が他と異なる性質を示すことがあり、「枝変わり」とよばれる。‘コックスオレンジピピン’の枝変わりに由来する品種として、‘Cherry Cox’（図4a）、‘Clarke's Royal’、‘Cox La Vera’、‘Crimson Cox’（図4b）、‘Frydeland Cox’、‘King Cox’（図4c）、‘Kortegaard Cox’、‘Queen Cox’（図4d）、‘Red Cox’、‘Vegi Cox’などがある。

### 交配
‘コックスオレンジピピン’は、交配による品種作出の親として広く用いられている。
‘コックスオレンジピピン’を種子親とする品種として、‘Advance’（花粉親は‘Gladstone’）、‘Anna Boelens’（花粉親は‘Freiherr von Berlepsch’）、‘Ballard Beauty’（花粉親は不明）、‘Ball's Pippin’（花粉親は‘Sturmer Pippin’）、‘Carswell's Honeydew’（花粉親は不明）、‘Carswell's Orange’（花粉親は不明）、‘Celt’（花粉親は‘‘Blenheim Orange’’）、‘Channel Beauty’（花粉親は不明）、‘Clopton Red’（花粉親は不明）、‘Cox's Early Export’（花粉親は‘King of the Pippins’）、‘Dalice’（花粉親は不明）、‘Directeur van de Plassche’（花粉親は‘ジョナサン’）、‘Edith Hopwood’（花粉親は不明）、‘Elektra’（花粉親は‘Geheimrat Doktor Oldenburg’）、‘Ellison's Orange’（花粉親は‘‘Calville Blanc d'hiver’’）、‘Feltham Beauty’（花粉親は‘Gladstone’）、‘Fiesta’（花粉親は‘アイダレッド’）、‘Fortune’（花粉親は‘Wealthy’）、‘Francis’ (Thorrington)（花粉親は不明）、‘Gloucester Cross’（花粉親は不明）、‘Golden Bounty’（花粉親は‘Emneth Early’）、‘Hereford Cross’（花粉親は不明）、‘Ingrid Marie’（花粉親は不明）、‘Ivette’（花粉親は‘ゴールデンデリシャス’）、‘Jupiter’（花粉親は‘スターキングデリシャス’）、
‘Kalco’（花粉親は不明）、‘Kidd's Orange Red’（花粉親は‘レッドデリシャス’）、‘King George V’（花粉親は不明）、‘Kosmonaut’（花粉親は‘Haptmanova’）、‘Langley Pippin’（花粉親は‘Gladstone’）、‘Laxton's Favourite’（花粉親は‘Exquisite’）、‘Laxton's Pearmain’（花粉親は‘Wyken Pippin’）、‘Laxton's Pioneer’（花粉親は‘Worcester Pearmain’）、‘Laxton's Royalty’（花粉親は‘Court Pendu Plat’）、‘Laxton's Victory’（花粉親は‘Exquisite’）、‘Leonie de Sonnaville’（花粉親は‘ジョナサン’）、‘Lynn's Pippin’（花粉親は‘Ellison's Orange’）、‘Merton Pippin’（花粉親は‘Sturmer Pippin’）、‘Merton Worcester’（花粉親は‘Worcester Pearmain’）、‘Oranje de Sonnaville’（花粉親は‘ジョナサン’）、‘Oxford Sunrise’（花粉親は‘Lane's Prince Albert’）、‘Polly Prosser’（花粉親は‘Duke of Devonshire’）、‘Prinses Beatrix’（花粉親は‘ジョナサン’）、‘Red Ingrid Marie’（花粉親は不明）、‘Rosy Blenheim’（花粉親は不明）、‘Ruby’ (Thorrington)（花粉親は不明）、‘Saint Cecilia’（花粉親は不明）、‘Saint Everard’（花粉親は‘Margil’）、‘South Park’（花粉親は‘Winter Queening’）、‘Stowell Cox’（花粉親は‘Democrat’）、‘Sunburn’（花粉親は不明）、‘Sunset’（花粉親は不明）、‘Sunset Sport’（花粉親は不明）、‘Wardington Seedling’（花粉親は不明）、‘William Crump’（花粉親は‘Worcester Pearmain’）、‘Winston’（花粉親は‘Worcester Pearmain’）、‘Woolbrook Pippin’（花粉親は不明）、‘Worcester Cross’（花粉親は‘Wealthy’）などがある。
また、‘コックスオレンジピピン’を花粉親とする品種には‘Acme’（種子親は‘Worcester Pearmain’ × ‘Rival’）、‘Allington Pippin’（種子親は‘King of the Pippins’）、‘Arthur W. Barnes’（種子親は‘Gascoyne's Scarlet’）、‘Atalanta (Netherlands)’（種子親は‘Reinette Rouge Etoilee’）、‘Barnack Orange’（種子親は‘Barnack Beauty’）、‘Barry’（種子親は‘マッキントッシュ’）、‘Chad's Favourite’（種子親は‘Northern Greening’）、‘Charles Ross’（種子親は‘Peasgood's Nonsuch’）、‘Clivia’（種子親は‘Geheimrat Doktor Oldenburg’）、‘Dukat Spur’（種子親は‘ゴールデンデリシャス’）、‘Dukat’（種子親は‘ゴールデンデリシャス’）、‘Dunning’（種子親は‘Early McIntosh’）、‘Eden’（種子親は‘John Standish’）、‘Epicure’（種子親は‘Wealthy’）、‘Exquisite’（種子親は‘Cellini’）、‘Freyberg’（種子親は‘ゴールデンデリシャス’）、‘Golden Nugget’（種子親は‘Golden Russet’）、‘High View Pippin’（種子親は‘Sturmer Pippin’）、‘Houblon’（種子親は‘Peasgood's Nonsuch’）、‘Jan Steen’（種子親は‘Reinette Rouge Étoilée’）、‘Koningin Juliana’（種子親は‘Reinette Rouge Etoilee’）、‘Laxton's Superb’（種子親は‘Wyken Pippin’）、‘Laxton's Triumph’（種子親は‘King of the Pippins’）、‘Lucullus’（種子親は‘ジョナサン’）、‘Meridian’（種子親は‘Falstaff’）、‘Merton Beauty’（種子親は‘Ellison's Orange’）、‘Merton Charm’（種子親は‘マッキントッシュ’）、‘Merton Joy’（種子親は‘コックスオレンジピピン’ × ‘Sturmer Pippin’）、‘Merton Pearmain’（種子親は‘Laxton's Superb’）、‘Merton Prolific’（種子親は‘Northern Greening’）、‘Merton Russet’（種子親は‘Sturmer Pippin’）、‘Millicent Barnes’（種子親は‘Gascoyne's Scarlet’）、‘Mimi’（種子親は‘ジョナサン’）、‘Newport Cross’（種子親は‘Devonshire Quarrenden’）、‘Paroquet’（種子親は‘Peasgood's Nonsuch’）、‘President Boudewijn’（種子親は‘ジョナサン’）、‘Primus’（種子親は‘Reinette Rouge Etoilee’）、‘Prince Charles’（種子親は‘Lord Lambourne’）、‘Prins Bernhard’（種子親は‘ジョナサン’）、‘Prinses Irene’（種子親は‘ジョナサン’）、‘Prinses Margriet’（種子親は‘ジョナサン’）、‘Prinses Marijke’（種子親は‘ジョナサン’）、‘Renown’（種子親は‘Peasgood's Nonsuch’）、‘Rival’（種子親は‘Peasgood's Nonsuch’）、‘Rubens’（種子親は‘Reinette Rouge Etoilee’）、‘Schweizer Orange’（種子親は‘Ontario’）、‘Tydeman's Late Orange’（種子親は‘‘Laxton's Superb’’）などがある。